# Бакланиха (Красноярский край)
Бакланиха — село в Туруханском районе Красноярского края.

## Географическое положение
Село находится примерно в 160 км от центра района — села Туруханск, на правом берегу Енисея при впадении в него реки Бакланихи.

## Климат
Климат резко континентальный, субарктический. Зима продолжительная. Средняя температура января −30 °C, −36 °C. Лето умеренно тёплое. Средняя температура июля от +13 °C до +18 °C. Продолжительность безморозного периода 73 — 76 суток. Осадки преимущественно летние, количество их колеблется от 400—600 мм.

## История
В 1810 году ссыльнопоселенцем Черниговской губернии Елизаром Трофимовичем Савельевым основана деревня Бакланиха.

## Население
| 2010 |
| ---- |
| 36   |

Постоянное население села 41 чел. (2006). Национальный состав русские 43 %, кеты 34 % (2002).

## Экономика
Градообразующее производственное предприятие одно: производственный участок ТР МУП «Туруханскэнерго». Из учреждений обслуживания в селе имеются: начальная школа — детский сад, клуб, библиотека-филиал № 12, сельсовет, ФАП и один магазин.